# Linn Hansén

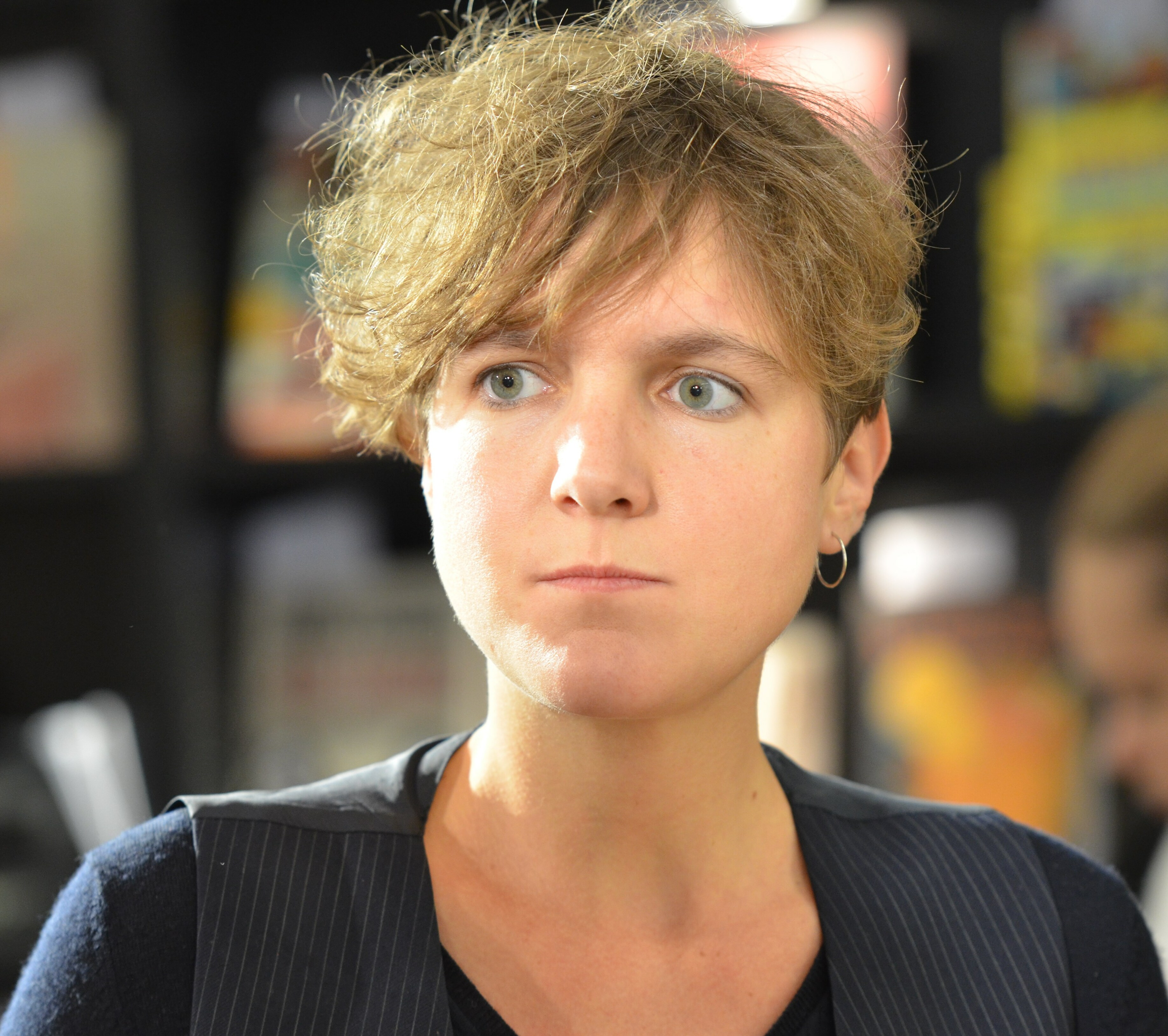
Linn Hansén (2013)

Linn Hansén (* 7. Dezember 1983 in Göteborg) ist eine schwedische Dichterin und Redakteurin.

## Leben
2008 debütierte Hansén mit dem Gedichtband Ta i trä, der für den Katapultpreis nominiert wurde. Sie arbeitet als Redakteurin des Kulturmagazins Glänta. Daneben ist sie Mitglied der  Schriftstellerkollektive Sharks und G=T=B=R=G. 2009 nahm sie an der Tanzaufführung I can’t believe it’s not sugar – how to create a modern dance group teil.

## Bibliografie
- Ta i trä, 2008
- Gå till historien, 2013

## Auszeichnungen und Nominierungen
- 2009: Nominierung für den Katapultpreis für Ta i trä
- 2018: Wisława-Szymborska-Preis für Gå till historien in der polnischen Übersetzung Przejdź do historii von Justyna Czechowska